# Arnold Deraeymaeker
Arnold ("Noulle") Deraeymaeker (Anderlecht, 3 oktober 1916 – 11 april 1987) was een Belgisch voetballer en -trainer van RSC Anderlecht.

## Carrière
Arnold "Noulle" Deraeymaeker werd op 3 oktober 1916, tijdens de Eerste Wereldoorlog, geboren. De plaatselijke voetbalclub SC Anderlechtois was toen nog maar 8 jaar oud. In 1927 sloot Deraeymaeker zich bij die club aan. Hij werd een aanvaller en mocht in 1935 debuteren in het A-elftal van Anderlecht. In dat jaar was Anderlecht net gepromoveerd naar de hoogste afdeling. Het was het begin van een onafgebroken periode in de Eerste Klasse.
Andere bekende spelers uit die periode waren o.a. Albert Mettens, Constant Vanden Stock en Albert Roosens. Die twee laatsten werden later voorzitter van deze club. Midden jaren 40 werd het voetbal, net als alle andere sporten, door de Tweede Wereldoorlog naar de achtergrond verdrongen. Bovendien raakte Deraeymaeker in die periode zijn positie als spits kwijt aan jongere spelers zoals onder anderen Jef Mermans en Hippolyte Van den Bosch. In 1946 speelde hij voor het laatst in dienst van de Brusselse voetbalclub. Hij trok toen nog voor één seizoen naar NSAC Tervueren, maar ging ondertussen ook al aan de slag als hulptrainer bij Anderlecht. In zijn eerste seizoen assisteerde hij de nieuwe coach Georges Périno en maakte hij de eerste landstitel van de club mee.
Tijdens het seizoen 1966-'67 was hij de assistent van de Hongaarse coach András Béres. Anderlecht speelde toen kampioen en bereikte de halve finale van de Beker van België. Toch werd Béres tijdens het begin van het nieuwe seizoen ontslagen. Anderlecht besloot niet meteen een vervanger te zoeken en dus stond Deraeymaeker in 1967-'68 aan het hoofd van het A-elftal van Anderlecht. Het team speelde onder zijn gezag kampioen. In 1968 werd hij vervangen door de Roemeen Norberto Höfling en werd hij terug hulptrainer. Maar een seizoen later werd ook Höfling aan de deur gezet. Deraeymaeker werd tot het einde van het seizoen zijn opvolger. Deraeymaeker bleef tot begin jaren 70 hulptrainer. Zijn functie werd later overgenomen door Martin Lippens.
Naast hulptrainer zijn was Deraeymaeker ook op andere vlakken actief in dienst van de club. Zo deed hij ook regelmatig aan scouting samen met clubiconen en gewezen ploegmaten Roosens en Mettens. Enkele van de vele namen die zij ontdekten, zijn: Laurent Verbiest, Wilfried Puis en Jacques Stockman.
Op 11 april 1987 overleed Deraeymaeker. Hij werd 70 jaar oud.